# 克努特維爾

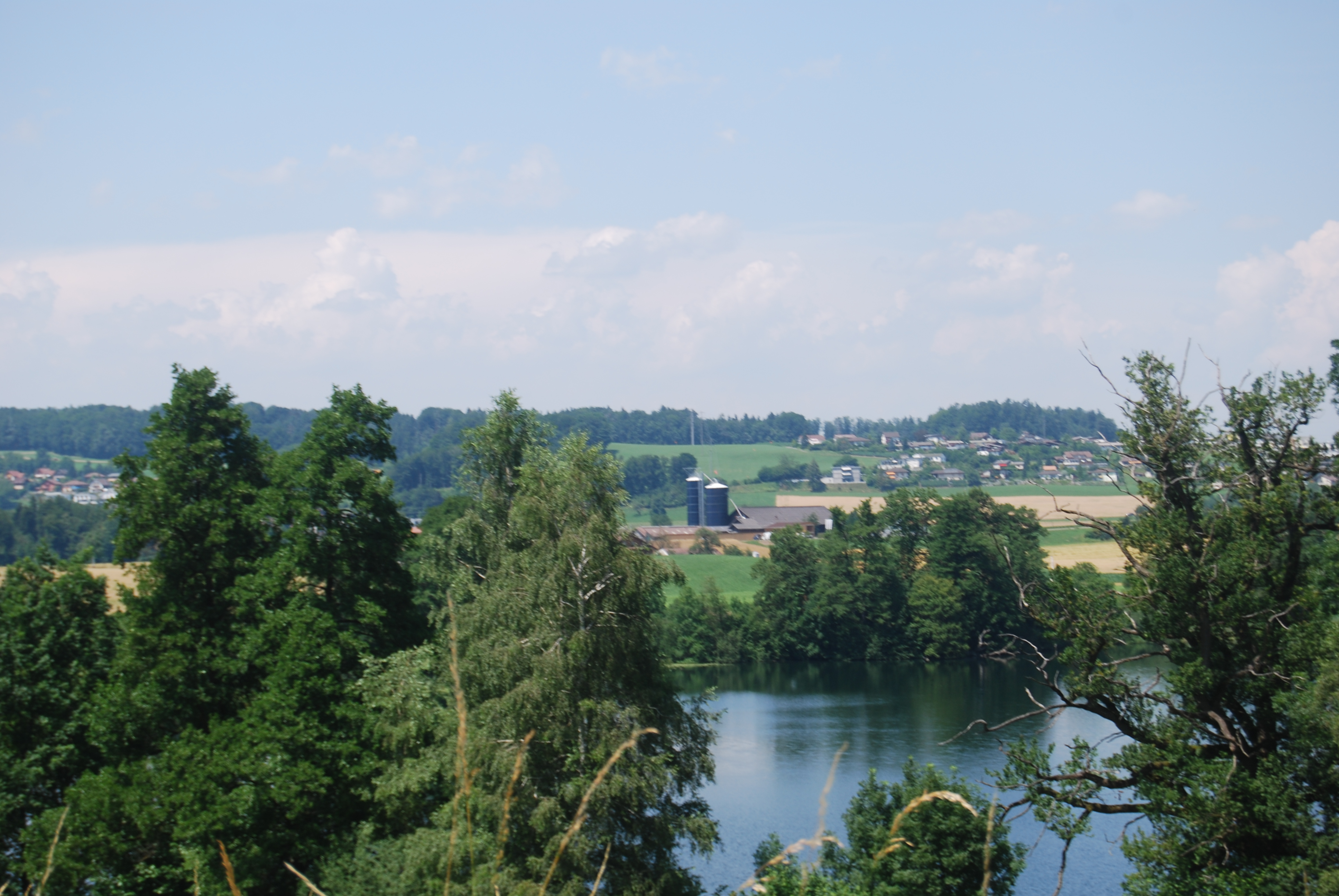

克努特維爾是瑞士的城鎮，位於該國中部，由琉森州負責管轄，面積9.73平方公里，七成土地是農業用地，海拔高度541米，2011年人口2,040，人口密度每平方公里210人。